# Conchobar mac Donnchada
Conchobar mac Donnchada (o Conchobar mac Donnchado) fue Rey Supremo de Irlanda con oposición (rí Érenn co fressabra) entre 819 y 833. Conchobar era hijo de Donnchad Midi, rey supremo (733–797); su madre era Fuirseach, una noble Dál nAraidi. Conchobar se casó con Land, hija del anterior rey Áed Oirdnide. Tuvieron un hijo llamado Atrí, que se convirtió en clérigo de Armagh, así como tres otros hijos, Cathal, Eochócan, y Cináed.
Conchobar aparece como figura histórica por primera vez cuando, en el año 802, el rey supremo Áed Oirdnide mac Néill de Cenél nÉogain, cuñado o suegro de Conchobar repartió el señorío de Clann Cholmáin entre Conchobar y Ailill. Ailill era hermano de Conchobar, pero al año siguiente en Rathconnell, Conchobar mató a su hermano y se quedó todo el señorío. Solo cinco años más tarde Conchobar, aliado ahora con el rey de Connacht, hizo campaña para obtener la Corona Suprema. Derrotó a su anterior patrón Áed Oirdnide, pero no sería hasta la muerte de este en 819 cuando fue reconocido como Rey Supremo.
Incluso entonces Conchobar tuvo que enfrentarse con la oposición del primo de Áed, Murchad mac Máele Dúin. El último fue capaz de formar una alianza con uno de los súbditos de Conchobar, los Síl nÁedo Sláine. Conchobar pronto se dio cuenta de la traición, y en 822 se vengó con "una especialmente horrible venganza". En 823 Conchobar formó una alianza con Feidlimid mac Crimthainn, Rey de Munster (820–847). Incluso así, los intentos de Conchobar para someter Munster resultaron intolerables a Feidlimid, y de 827 en adelante Feidlimid mac Crimthainn fue una fuente de oposición.
Conchobar murió en circunstancias desconocidas en 833. Fue enterrado en la abadía de Clonard.